# 客串
客串、串客、友情演出、友情出演（Guest appearance），指非正式、本班、本社的演員臨時短期演出。在現代音樂作品中，客串者常以「feat.」標示，源自英語 featuring 的縮寫。
古代就有串客此一叫法。

## 友情演出
指演員不取报酬的客串演出，例如：
- 众多名人在電視電影《神探可伦坡》客串凶手。
- 众多名人在電視劇《古畑任三郎》客串凶手。
- 安妮·海瑟薇在電影《特務行不行》客串特務99號。
- 仲間由紀惠在電視劇《腦科學先生》第5話-第6話客串秋吉加奈子。
- 王喜在《尋秦記》客串比賽裁判。
- 亞可在《宇宙巡警露露子》客串在駕駛途中互相遇到。
- 王源在《1921》客串中华人民共和国第二代领导人邓小平。
- 佘詩曼在《誇世代》客串片尾彩蛋。